# متجر خيري

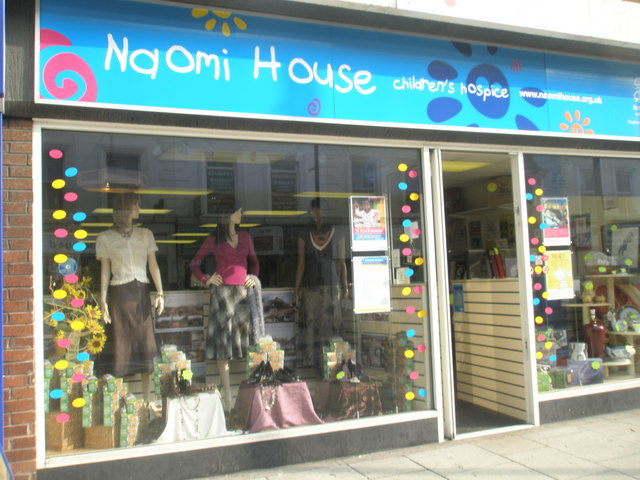
متجر خيري في بريطانيا

المتجر الخيري أو متجر الادخار هو مؤسسة للبيع بالتجزئة تديرها منظمة خيرية لجمع المال. المحلات الخيرية هي نوع من المشاريع الاجتماعية. وهي تبيع أساسا السلع المستعملة مثل الملابس والكتب والأقراص المدمجة وأقراص الفيديو الرقمية والأثاث التي يتبرع بها الناس، وكثيرا ما يعمل بها متطوعون. يتم الحصول على بنود البيع مجانا، وتكاليف الأعمال عادة تكون منخفضة، لذلك يمكن بيع السلع في هذه المتاجر بأسعار تنافسية. بعد دفع التكاليف، يتم استخدام جميع الإيرادات المتبقية من المبيعات للأغراض الخيرية المعلنة للمنظمة. وتشمل التكاليف شراء أو استهلاك التركيبات (رفوف الملابس وأرفف الكتب والعدادات وغيرها) وتكاليف التشغيل (الصيانة ورسوم الخدمة البلدية والكهرباء والحرارة والهاتف والإعلان المحدود) وإيجار المبنى أو الرهن العقاري.